# Aleix Clapés
Aleix Clapés Puig (Vilasar de Dalt, 1846-Barcelona, 1920) fue un pintor español.

## Biografía
Habría nacido el 10 de septiembre de 1846. Formado en Reus y en la Escuela de la Lonja de Barcelona, fue discípulo de Eugène Carrière en París y practicó la pintura mural en Roma. 
Amigo personal de Antoni Gaudí, trabajó en la decoración de varias de sus obras, como el Palacio Güell (Hércules en busca de las Hespérides, hoy desaparecido) y la Casa Milà, donde decoró los vestíbulos con Xavier Nogués. Desarrolló un estilo de cierto expresionismo personal y tenebroso, calificándolo ciertos autores como precursor de James Ensor. Fue también diseñador de muebles de estilo modernista (Casa Ibarz, actualmente en la Casa-Museo Gaudí). Director y propietario de la revista Hispania. Murió demente en 1920.